# Sainte-Julie, Québec
Sainte-Julie är en stad (kommun av typen ville) i provinsen Québec i Kanada, vars centrum är byn Sainte-Julie-de-Verchères. Den ligger i regionen Montérégie, i den sydöstra delen av landet, 180 km öster om huvudstaden Ottawa. Antalet invånare var 30 045 vid folkräkningen 2021.